# Inscriptions latines d'Aquitaine
Pour les articles homonymes, voir ILA.

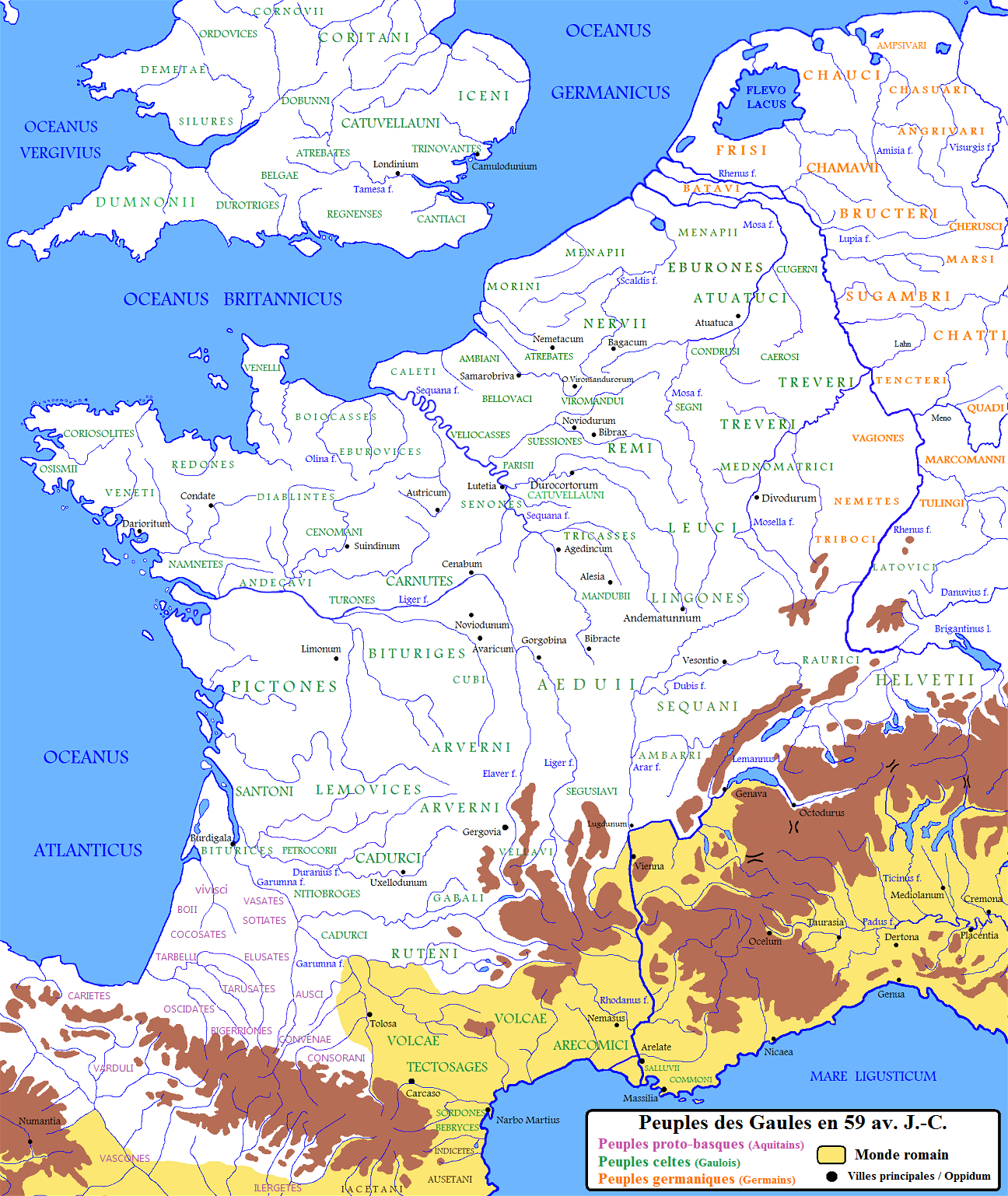
Nations en Gaule antique

Les Inscriptions latines d’Aquitaine (en abrégé ILA) sont un recueil d’inscriptions latines, essentiellement lapidaires, trouvées dans la Gaule aquitaine.
La parution est en cours. Chaque tome est consacré à une nation gallo-romaine :
- 1991 : inscriptions des Nitiobroges, par Brieuc Fages et Louis Maurin
- 1994 : inscriptions des Santons, par Louis Maurin
- 1995 : inscriptions des Vellaves, par Bernard Rémy
- 1996 : inscriptions des Arvernes, par Bernard Rémy
- 2000 : inscriptions de Lectoure (Lémovices), par George Fabre et Pierre Sillières[1],[2]
- 2001 : inscriptions des Pétrucores, par Jean-Pierre Bost et Georges Fabre[3]
- 2010 : inscriptions de Bordeaux (Bituriges Vivisques), par Louis Maurin et Milagros Navarro Caballero[4]
- 2015 : inscriptions des Landes et des Pyrénées Atlantiques, par Jean-Pierre Bost, Georges Fabre et Laëtitia Rodriguez
- 2017 : inscriptions des Auscii, par Georges Fabre, Jacques Lapart. Ed.: Bordeaux Ausonius 2017
- 2018 : inscriptions d'Elusa/Turba par Georges Fabre
- 2019 : inscriptions des Gabales, par Bernard Rémy et Marianne Thauré